# 劉槩 (成化進士)
劉槩，山東濟寧人，明朝官員，進士出身。
成化二十年（1484年）甲辰科進士，授壽州知州，在任期間毀境內淫祠幾盡，三年內境內教化大行。弘治初年上言遠小人。考績滿後，因牽連于吉人，死於戍所。